# Apeadeiro de Damaia

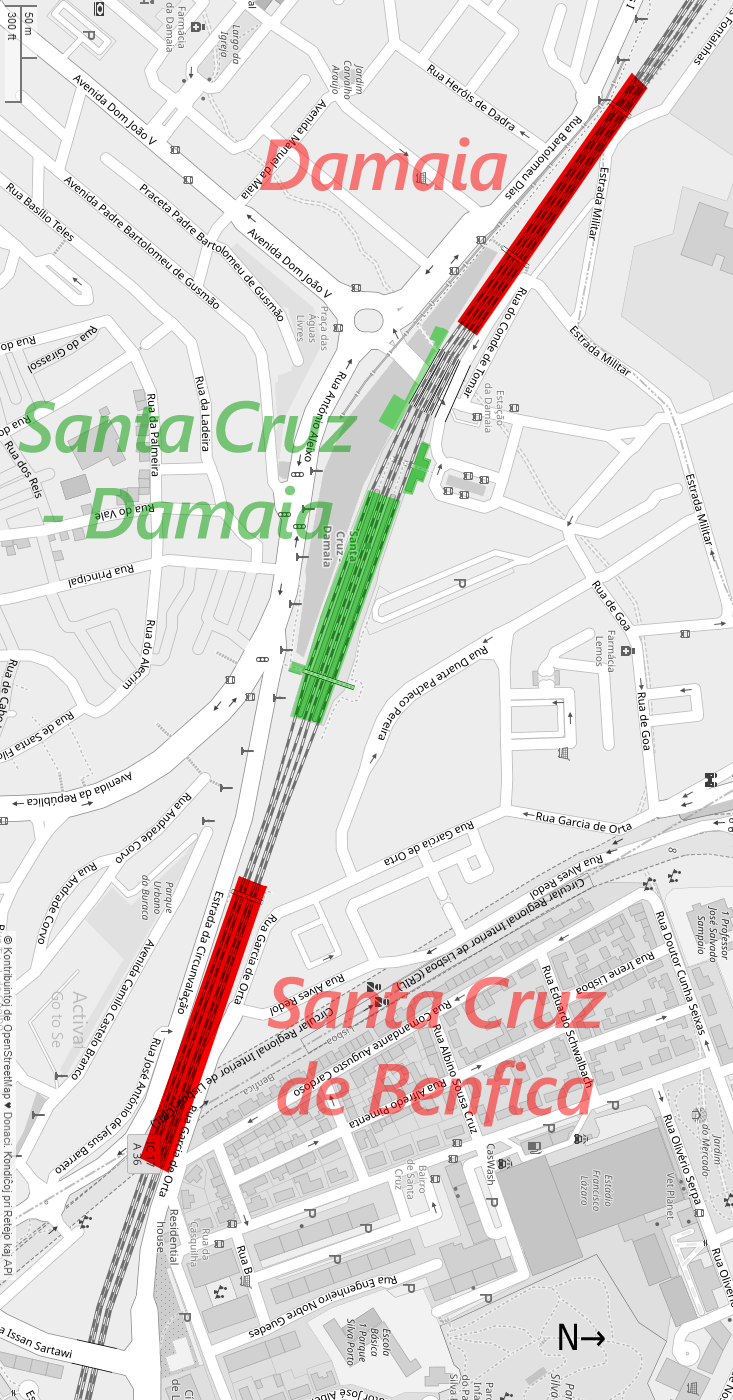
Localização do Apeadeiro de Santa Cruz de Benfica e do Apeadeiro de Damaia em relação à Estação de Santa Cruz - Damaia que os substituiu.

O apeadeiro de Damaia, ou da Damaia, foi uma gare ferroviária na Linha de Sintra, que servia a localidade de Damaia, no concelho de Amadora, em Portugal.

## Descrição

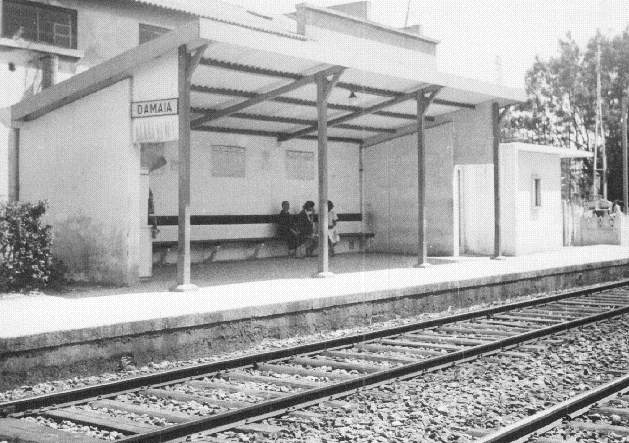
Abrigo do apeadeiro, em 1961.

### Localização e acessos
Esta interface situava-se no centro da localidade nominal. Não dispunha de edifício de passageiros, mas as plataformas estavam equipadas com abrigos.[carece de fontes?]

### Infraestrutura
Como apeadeiro numa linha de via dupla, esta interface apresentava-se nas duas vias de circulação, cada uma acessível por plataforma. Junto a esta interface, no sentido de Sintra (ao PK 7+982), situava-se a bifurcação que dava acesso às instalações da Sorefame.

## História

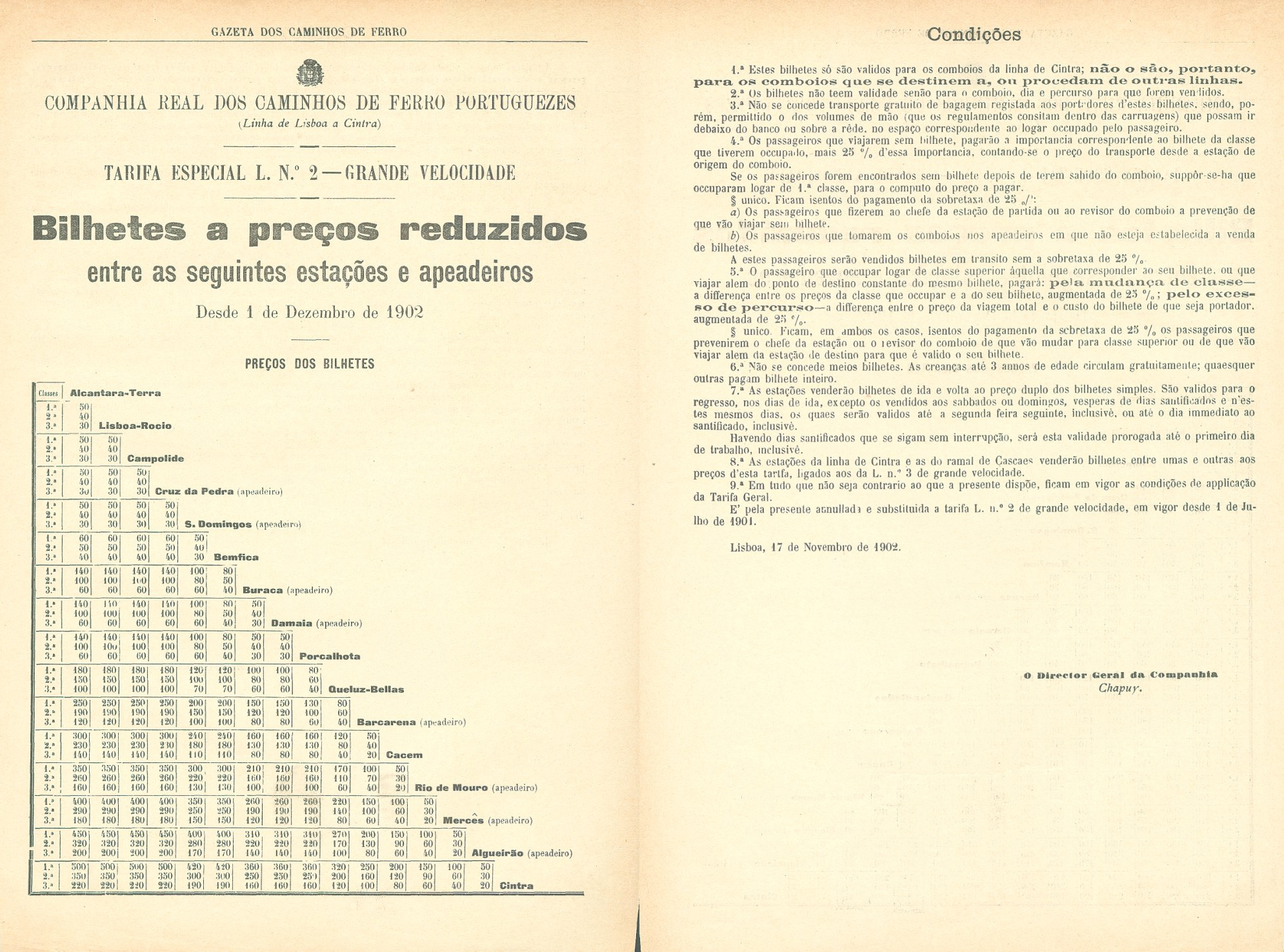
Anúncio de 1902, relativo aos bilhetes entre Alcântara - Terra, Rossio, e Sintra, incluindo o apeadeiro de Damaia.

Esta interface inseria-se no troço da Linha de Sintra entre as estações de Sintra e Alcântara-Terra, que entrou ao serviço em 2 de Abril de 1887, pela Companhia Real dos Caminhos de Ferro Portugueses. O apeadeiro da Damaia não fazia porém parte do elenco original de interfaces, tendo sido inaugurado mais tarde, entre 1888 e 1902.
Em 1934, a Companhia dos Caminhos de Ferro Portugueses fez grandes obras de reparação em Damaia.
A 31 de Janeiro de 1980 ocorreu uma colisão entre dois comboios no lanço entre Amadora e esta interface, provocando setenta feridos.

O programa de modernização da Linha de Sintra, na década de 1990, previa a quadruplicação da via férrea e a construção de várias novas estações, incluindo a de Santa Cruz - Damaia, que substituiria ambos os apeadeiros com esses nomes. Este projecto foi concluído em 1999.

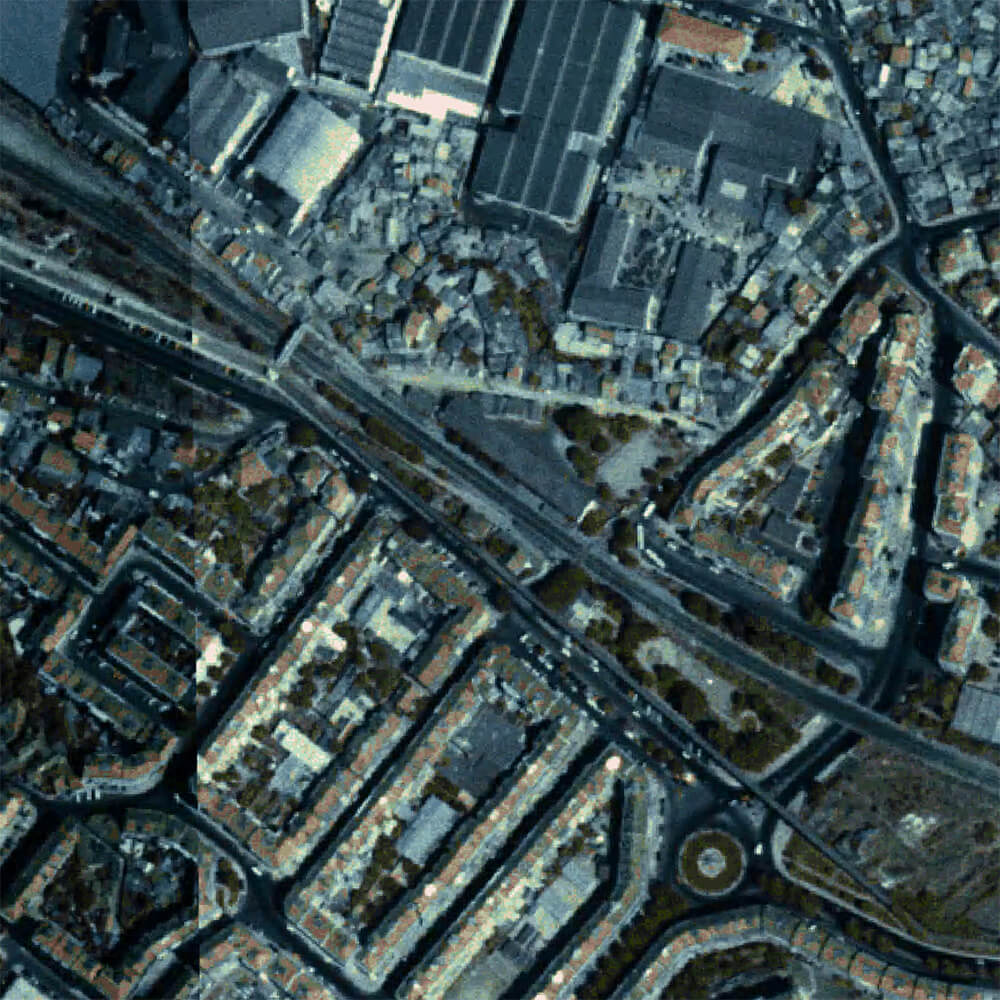
Vista aérea do enquadramento, em 1995.